# Гібридний дирижабль

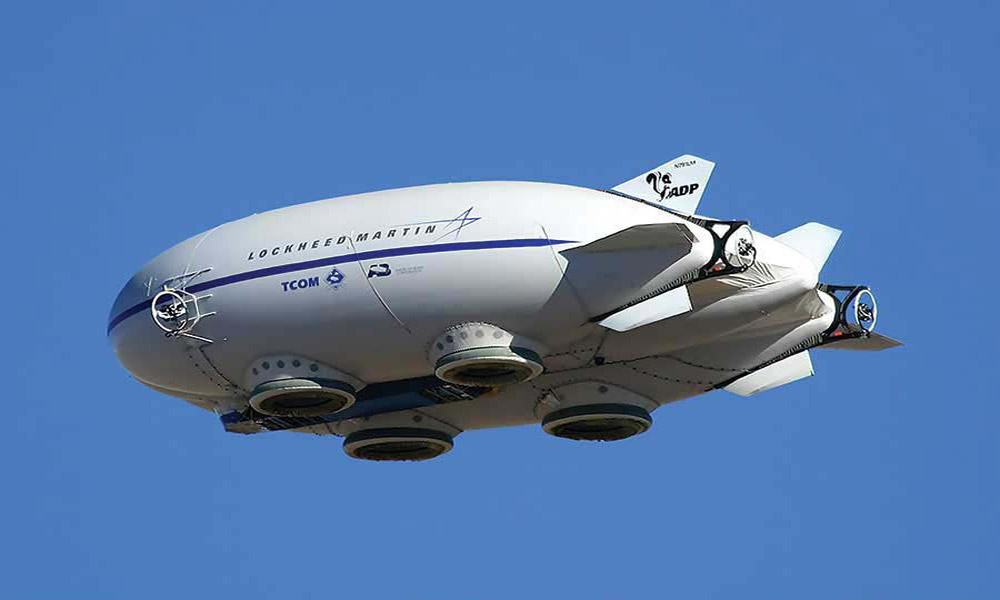
Lockheed Martin P-791

Гібридний дирижабль — це літальний апарат з двигуном, який отримує частину своєї підйомної сили аеростатично, як легший за повітря апарат, а частину — аеродинамічно як літальний апарат, важчий за повітря (аеродин).
Династат — це гібридний дирижабль з нерухомими крилами або несучим корпусом, зазвичай призначений для тривалих польотів. Для створення аеродинамічної підйомної сили йому потрібен політ уперед.
Ротастат — це гвинтокрилий гібридний дирижабль, зазвичай призначений для перевезення важких вантажів. Його гвинти можуть забезпечувати підйомну силу навіть під час зависання або вертикального маневрування, як у гелікоптера.
Станом на 2025 рік серійного виробництва будь-яких гібридних дирижаблів не почато, але підіймалися у повітря декілька прототипів, пілотованих і безпілотних.
Термін «гібридний дирижабль» також використовується для опису дирижабля, що складається з поєднання жорсткої, напівжорсткої та м'якої конструкції.

## Особливості

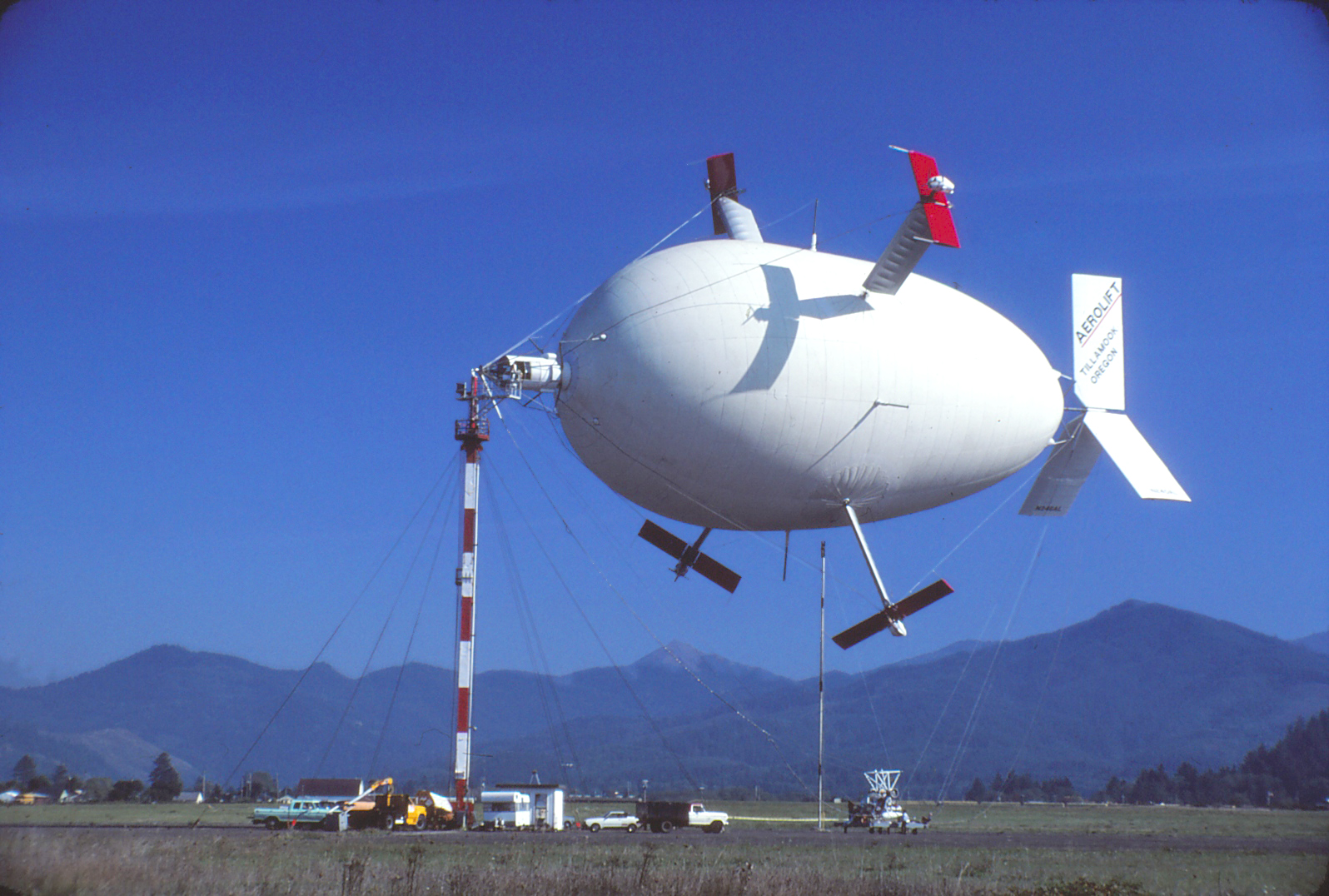
AeroLift CycloCrane

Звичайні дирижаблі мають низькі експлуатаційні витрати, оскільки їм не потрібна потужність двигуна, щоб залишатися в повітрі, але в той же час вони мають і ряд обмежень, зокрема низьке співвідношення корисного навантаження і об'єму та низьку швидкість. Крім того, може представляти складність керування дирижаблем біля поверхні землі: при своїй плавучості дирижабль схильний до коливань навіть за легкого вітерцю.
З іншого боку, важчі за повітря літальні апарати, особливо гвинтокрилі, потребують постійного використання енергії для створення підйомної сили, а звичайним літакам також потрібні злітно-посадкові смуги.
Гібридний дирижабль поєднує аеростатичну підйомну силу від легшого за повітря газу з аеродинамічною підйомною силою від руху в повітрі. Такий гібрид все ще важчий за повітря, що робить його в деяких аспектах схожим на звичайний літальний апарат. Динамічна підйомна сила може забезпечуватися роторними крилами, подібними до вертолітних (ротастат), або формою, що створює підйомну силу, подібною до несучої поверхні в поєднанні з горизонтальною тягою (династат), або комбінацією цих двох систем.
Гібридні дирижаблі призначені для заповнення «золотої середини» між низькими експлуатаційними витратами і низькими швидкостями традиційних дирижаблів та вищою швидкістю і високим споживанням палива у важчих за повітря літальних апаратів. Гібриди мають забезпечити покращену повітряну швидкість, вантажопідйомність та (у деяких типах) здатність зависати на місці порівняно з традиційним дирижаблем, при цьому маючи більшу тривалість польоту та більшу вантажопідйомність порівняно з традиційним аеродином.
Теоретично, гібридна технологія зробить можливим ширший діапазон оптимізації льотних характеристик літальних апаратів, починаючи від значно важчих і закінчуючи майже легшими за повітря. Вважається, що таке поєднання незвичайної динамічної дальності польоту в поєднанні з відповідною системою посадки дозволить здійснювати надважкі та недорогі авіатранспортні перевезення.

## Дизайн
Порівняно зі звичайним дирижаблем гібрид може мати менші розміри і не потребує використання баласту для контролю висоти, тоді як порівняно з аеродином гібриду потрібен менший ротор або коротша злітно-посадкова смуга. Династати вважаються більш перспективними у перевезенні пасажирів та вантажів на далекі відстані, ротастати ж можуть бути більш придатними як літаючі крани, здатні переносити важкі зовнішні вантажі на коротші відстані.
Деякі дирижаблі використовують керування вектором тяги, зазвичай за допомогою поворотних канальних вентиляторних рушіїв, щоб забезпечити додаткову підйомну силу, коли тяга двигуна більше не потрібна для руху вперед. Набравши потрібну повітряну швидкість, такий літальний апарат може використовувати підйомну силу корпусу, щоб допомогти перевозити вантаж, вага якого перевищує аеростатичну підйомну здатність дирижабля. Однак подібні дирижаблі зазвичай не вважаються гібридами.

### Династати

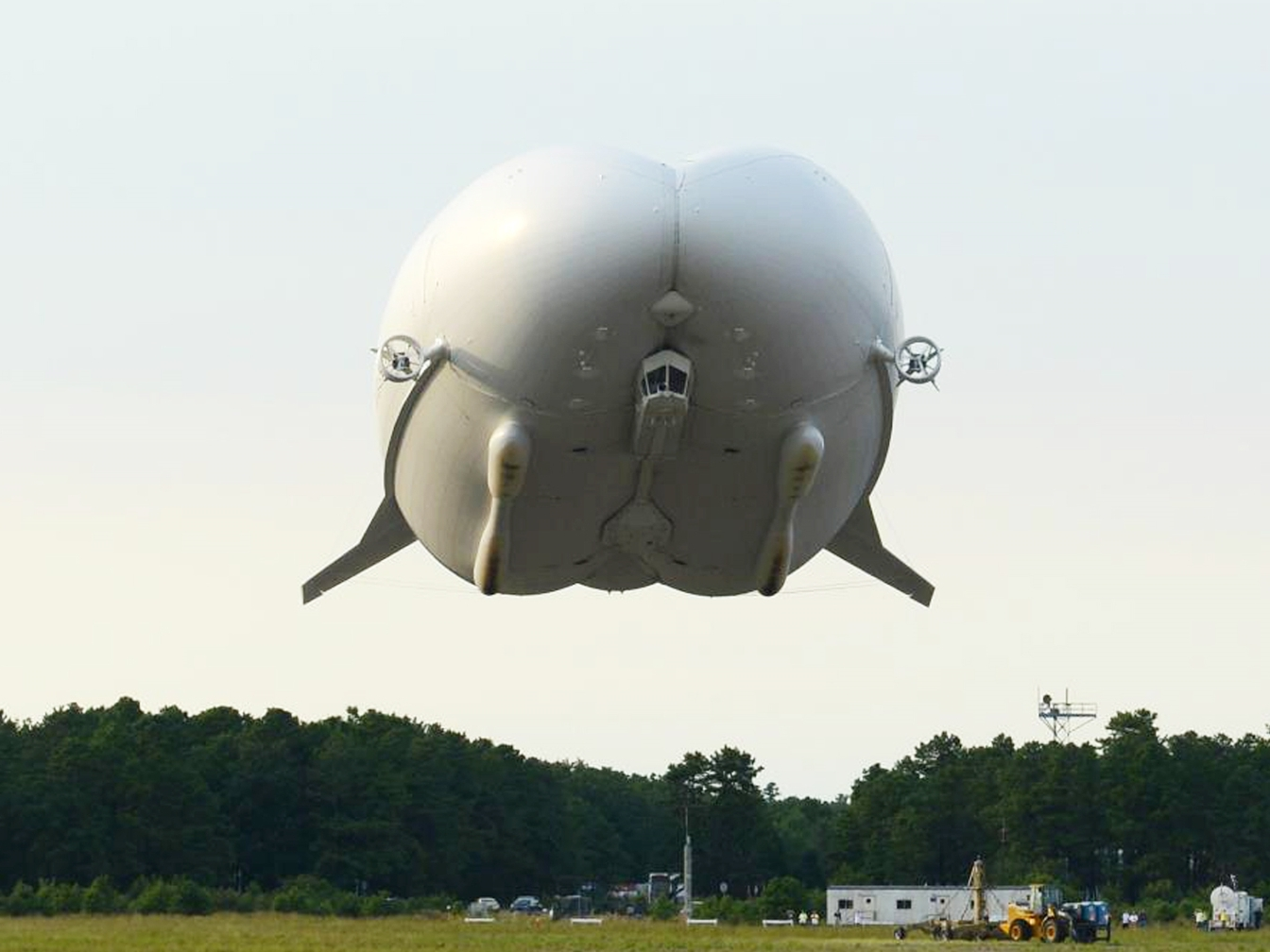
HAV 304

Династат отримує додаткову підйомну силу від руху через повітря. Досліджувані конфігурації включали використання дельтоподібного (трикутного), лінзоподібного (круглого) чи сплющеного корпусу, або ж додавання нерухомого крила.
Деякі ранні дирижаблі були оснащені крилами з метою забезпечення додаткової динамічної підйомної сили, однак простішим та ефективнішим способом підвищити підйомну силу є просте збільшення об'єму балона дирижабля. На низькій повітряній швидкості, 100 км/год або менше, збільшення підйомної сили, отримане за допомогою крил на дирижаблі, вимагатиме непропорційного збільшення потужності двигуна та витрати палива порівняно зі збільшенням розміру балона. Крім того, кріплення крил до оболонки дирижабля вимагатиме значного структурного посилення з супутнім збільшенням ваги.
Звичайні дирижаблі часто використовують аеродинамічну підйомну силу, за допомогою рулів висоти підіймаючи носа вгору, щоб основна частина дирижабля забезпечувала певну підйомну силу під час польоту; однак, це зазвичай робиться для протидії незначному розбалансуванню, і цілком ймовірно, що ніс може знадобитися спрямувати вниз, щоб зменшити підйомну силу.
Деякі гібридні конструкції, такі як Lockheed Martin LMZ1M (розвиток ідеї експериментального Lockheed Martin P-791), використовують сплющений або багатопелюстковий корпус для збільшення доступної аеродинамічної підйомної сили. Аеродинамічний підхід подібний до підйомної сили літака з несучим корпусом, хоча швидкості польоту значно нижчі. Досяжні аеродинамічні якості при цьому значно нижчі, ніж для ефективних фіксованих крил, частково тому, що індуктивний опір збільшується зі зменшенням відношення висоти до ширини. В результаті підйомна сила має більший негативний вплив на опір, ніж при використанні крил. З іншого боку, порівняно з гелікоптером, династат має кращу паливну ефективність у заданому діапазоні швидкостей.
Ще одна проблема виникає під час злету та посадки, коли в спокійніших умовах швидкість польоту може бути занадто низькою для забезпечення достатньої аеродинамічної підйомної сили. З цієї причини династат зазвичай розглядають як літальний апарат скороченого (STOL) злету та приземлення, а не вертикального (VTOL), хоча він і вимагає значно коротшої ЗПС, ніж звичайний літак.

### Ротастати

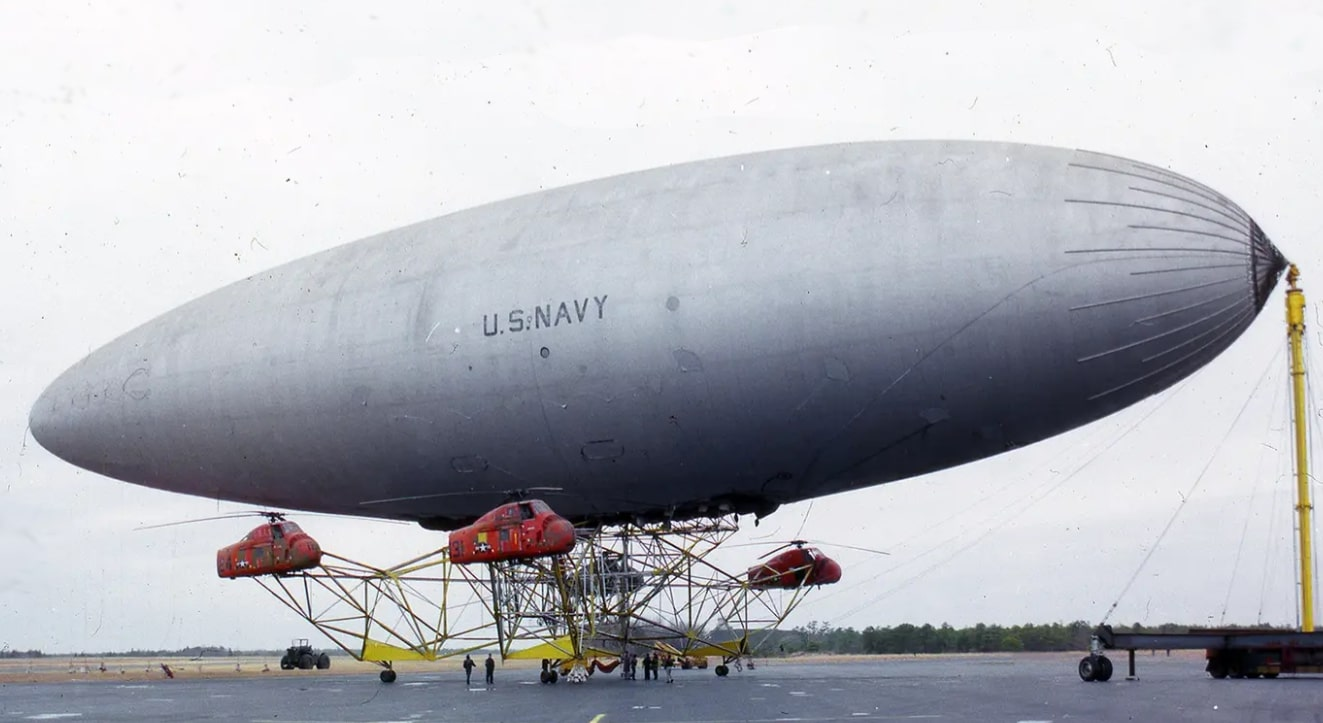
Piasecki PA-97 Helistat

Ротастат отримує додаткову підйомну силу від тяги роторів, подібно до гелікоптера. Були досліджені одно-, дво- та чотирироторні конструкції.
Ранні зразки часів Інтербелуму, до яких належали конструкції Етьєна Емішена та компанії Zodiac, використовували ротори лише для вертикального керування і мали додаткові двигуни для польоту вперед, як гірокоптер.
Створений значно пізніше, у 1980-х, експериментальний Piasecki PA-97 Helistat являв собою фактично чотири гелікоптери, прикріплені до гелієвого дирижабля. SkyHook JHL-40 так і залишився проєктом. Зазвичай для підтримки ваги самого апарату достатньо його аеростатичної підйомної сили, ротори ж за потреби забезпечують додаткову підйомну силу при перевезенні вантажу.

### Планерування під дією сили тяжіння
Якщо дирижабль не має достатньої підйомної сили, він опускатиметься під дією сили тяжіння. Нахиливши ніс вниз, можна досягти плануючого польоту вперед, як у звичайного планера. Якщо дирижабль має надлишкову підйомну силу, він підніматиметься і, піднявши ніс вгору, можна досягти руху вперед. Таким чином, дирижабль, який періодично змінює свою плавучість між позитивною та негативною, відповідним чином регулюючи своє положення, може отримувати майже безперервну аеродинамічну тягу вперед. Політ відбувається за неквапливою вертикальною зигзагоподібною схемою. Оскільки енергія не витрачається безпосередньо на створення тяги, цей принцип дозволяє значно збільшити тривалість польоту, хоча й на низьких швидкостях. Існує проєкт гібридного дирижабля Hunt GravityPlane (див. нижче), спеціально розроблений для повного використання переваг гравітаційного планування. Цей принцип також працює під водою, і його використовують підводні планери.
Історично цей принцип повітряної навігації, назвавши його нім. Wellenflug (дослівно «хвилястий політ»), вперше сформулював та експериментально перевірив у 1899 році Костянтин Данилевський у Харкові (тоді Російська імперія), та детально описав у своїй книзі.
Теоретично, для контролю плавучості плануючих гібридних дирижаблів можна було б використовувати водневий паливний елемент разом з електролізним елементом. Для поповнення запасів водню та живлення навігаційного обладнання знадобляться сонячні або інші бортові джерела електроенергії. На жаль, небезпечна займистість водню (див. Катастрофа «Гінденбурга») може спричинити проблеми з регулюванням, і, схоже, що саме цим пояснюється відсутність поточних експериментів з використанням цієї комбінації технологій.

## Історія

### Ранні гібриди
Планерування під дією сили тяжіння використовували ще під час та невдовзі після Громадянської війни в США, коли Соломон Ендрюс побудував два таких дирижаблі.
Перший з них, «Aereon», використовував три окремі балони сигароподібної форми, з'єднані разом у плоску площину; другий, «Aereon № 2», використовував один балон лимоноподібної форми. «Аереони» Ендрюса рухалися, відхиляючи ніс балона вгору та скидаючи баласт, а потім повторюючи цей процес відбувався у зворотному напрямку: ніс нахиляли вниз і випускали підйомний газ.
У 1905 році Альберто Сантос-Дюмон провів різні експерименти зі своїм першим літаком, Santos-Dumont 14-bis, перш ніж спробувати здійснити на ньому перший політ. Серед іншого, він підвішував літак під балоном свого дирижабля Santos-Dumont № 14 — щось на кшталт навчання плаванню за допомогою «водяних крил». Об'єднаний літальний апарат, який назвали «жахливим гібридом», виявився непридатним для використання та був розібраний. Після завершення цих «репетицій» Сантос-Дюмон здійснив першу в Європі публічну демонстрацію літального апарату, важчого за повітря.
У 1907 році здійснив перший політ Дирижабль № 1 британської армії («Nulli Secundus»). Він використовував аеродинамічні поверхні для керування орієнтацією в польоті, а для свого першого польоту також був оснащений великими крилами посередині корпусу. Втім, ці крила були призначені для забезпечення стійкості, а не підйомної сили, і для всіх наступних польотів їх знімали:198. Також на цьому дирижаблі відпрацювали використання динамічної підйомної сили за допомогою підняття або опускання носа:170.
У червні 1907 року Сантос-Дюмон побудував свій № 16, який журнал l'Aérophile описав як «змішаний апарат» (фр. appareil mixte). Він мав балон об'ємом 99 м³, але був занадто важким для польоту без додаткової підйомної сили, яку забезпечувало крило довжиною 4 м. Проведені 8 червня 1907 року випробування не мали успіху.

### Сучасні гібриди
Aereon 26 — малосерійний прототип гібридного дирижабля від Aereon Dynairship. Здійснив свій перший політ у 1971 році, але у серію так і не пішов через брак ринку для гібридних дирижаблів.
У 1984 році недовго літав геліостат AeroLift CycloCrane.
Експериментальна конструкція Piasecki PA-97 Helistat 1986 року поєднувала чотири гелікоптери з дирижаблем у спробі створити важку транспортну машину для лісових робіт. Апарат розвалився під час першого польоту.
Технологія транспортного засобу SkyCat («Небесний катамаран») — гібридне поєднання літальних апаратів. Масштабна версія довжиною 12 метрів під назвою «SkyKitten», побудована компанією Advanced Technologies Group Ltd, злетіла у 2000 році.
Агентство передових оборонних дослідницьких проєктів США (DARPA) у 2005 році ініціювало програму Walrus Hybrid Ultra Large Aircraft, ініціативу з розвитку технологій, зосереджену на дослідженні надважких повітряних перевезень. Програма була припинена у 2007 році.
У 2006 році пройшов безпілотні льотні випробування Lockheed Martin P-791. Він призначався для участі у військовій програмі створення багатофункціонального розвідувального апарату тривалої придатності, але був визнаний невдалим для неї. Втім, це був єдиний успішний гібридний дирижабль, який коли-небудь літав до 7 серпня 2016 року.
У 2008 році Boeing оголосила про співпрацю зі SkyHook для розробки важкого вантажопідйомника SkyHook JHL-40, проєкт якого згодом відклали.
Гібридний літальний апарат HAV 304 був побудований для програми багатофункціональної розвідувальної машини тривалої дії армії США. Він успішно здійснив 90-хвилинний політ у серпні 2012 року. Після скасування проєкту LEMV, компанія Hybrid Air Vehicles знову придбала апарат HAV 304 та повернула його до Великої Британії. Він був відремонтований та перейменований на Airlander 10. 17 серпня 2016 року Airlander 10 здійснив свій перший успішний випробувальний політ на авіабазі Кардінгтон. Airlander 10 пройшов випробування на сертифікацію конструкції, але врешті був списаний після того, як 18 листопада 2017 року він відірвався від швартування через сильний вітер, здувся і впав на землю.

### Інші поточні проєкти
Канадський стартап Solar Ship, Inc. розробляє гібридні дирижаблі на сонячних батареях, які можуть працювати виключно на сонячній енергії. Ідея полягає у створенні життєздатної платформи, яка може подорожувати будь-куди у світі, доставляючи вантажі до віддалених місць в Африці та Північній Канаді без потреби в паливі чи інфраструктурі. Автори сподіваються, що технологічні розробки в галузі сонячних елементів та велика площа поверхні дирижабля достатні для створення практичного літального апарату на сонячних батареях. Деякі ключові особливості Solarship полягають у тому, що він може літати на аеродинамічній підйомній силі, а сонячні елементи разом із великим об'ємом оболонки дозволяють заряджати його акумулятори та інше обладнання.
Hunt GravityPlane — це планер із гравітаційним двигуном, запропонований американською компанією Hunt Aviation. Він також має аеродинамічні крила, що покращують його коефіцієнт опору підйомної сили. GravityPlane потребує великих розмірів, щоб мати достатньо велике співвідношення об'єму до ваги для підтримки цієї конструкції крила. Жодного прототипа поки не побудовано.
На відміну від мотопланера, GravityPlane не споживає енергію під час фази набору висоти, однак споживає в точках, де його плавучість змінюється між позитивними та негативними значеннями. Хант стверджує, що це, тим не менш, може покращити енергоефективність літального апарату, подібно до покращеної енергоефективності підводних планерів порівняно з традиційними методами руху. Він припускає, що низьке споживання енергії повинно дозволяти літальному апарату накопичувати енергію в достатній кількості, щоб залишатися в повітрі протягом необмеженого часу. Традиційним підходом до цієї вимоги є використання сонячних панелей у літальних апаратах, але Хант запропонував два альтернативні підходи. Один із них полягає у використанні вітрової турбіни та зборі енергії з потоку повітря, що генерується ковзаючим рухом, інший — це тепловий цикл для отримання енергії з різниці температур повітря на різних висотах.

## Список гібридних дирижаблів
| Тип                       | Країна          | Клас                 | Рік   | Роль              | Статус    | Примітки |
| ------------------------- | --------------- | -------------------- | ----- | ----------------- | --------- | --- |
| Aereon Соломона Ендрюса   | США             | Гравітаційний планер | 1863? | Експериментальний | Прототип  | Рух здійснювався поперемінним скиданням баласту і підйомного газу.                                           |
| Aereon 2 Соломона Ендрюса | США             | Гравітаційний планер | 1866? | Експериментальний | Прототип  | Рух здійснювався поперемінним скиданням баласту і підйомного газу.                                           |
| AeroLift CycloCrane       | США             | Ротастат             | 1984  | Повітряний кран   | Прототип  | |
| Piasecki PA-97 Helistat   | США             | Ротастат             | 1986  | Повітряний кран   | Прототип  | Єдиний прототип розбився 01 липня 1986.                                                                      |
| Термоплан АЛА-40          | Росія           | Династат             | 1992  | Експериментальний | Прототип  | Лінзовидний гібрид. Створена масштабна модель. Знищена внаслідок наземного інциденту в 1992.                 |
| ATG SkyKitten             | Велика Британія | Династат             | 2000  | Експериментальний | Прототип  | Масштабна модель пропонованого SkyCat.                                                                       |
| Lockheed Martin P-791     | США             | Династат             | 2006  | Експериментальний | Прототип  | Основа для проєктів LMZ1M та LMH1.                                                                           |
| Nimbus EosXi              | Італія          | Династат             | 2006  | UAV               |           | Дельтаподібний гібрид.                                                                                       |
| Dynalifter                | США             | Dynalifter Group     | 2007  | Експериментальний | Прототип  | Демонстраційна модель. Знищена на землі бурею.                                                               |
| HAV-3                     | Велика Британія | Династат             | 2008  | Experimental      | Prototype | Technology demonstrator.                                                                                     |
| SkyHook JHL-40            | США             | Ротастат             | 2008  | Повітряний кран   | Проєкт    | Спільний проєкт з Boeing. Запропонований у 2008, розробку відкладено з фінансових причин.                    |
| Walrus HULA               | США             | Династат             | 2010  | Транспорт         | Проєкт    | Проєкт DARPA, скасований у 2010.                                                                             |
| HAV 304/Airlander 10      | Велика Британія | Династат             | 2012  | Багатоцільовий    | Прототип  | Збудований спільно з Northrop Grumman як HAV 304 для програми LEMV армії США. Перебудований як Airlander 10. |
| Hunt GravityPlane         | США             | Гравітаційний планер |       |                   | Проєкт    | Запропоновано різні методи для контролю баласту та збору енергії.                                            |